# 真愛未了情
《真愛未了情》(法語：Nelly et Monsieur Arnaud)是1995年的法國電影，本片亦為法國導演克勞特蘇堤生前最後一部作品，亦是與艾曼紐·琵雅合作的第二部作品，男主角米歇․塞侯則憑本片二度於凱薩獎封帝。

## 劇情簡介
Nelly(艾曼紐·琵雅飾)的老公Jerôme(查爾斯貝林飾)已經失業快一年了，卻在家中好吃懶作，Nelly則是文書處理工作員，在外工作，對Jerôme快忍耐不住了。此時與朋友Jacqueline(Claire Nadeau飾)的飯局上，偶然認識了Dolabella(米歇․塞侯飾)，Dolabella趁Jacqueline離席時，一開口就向表達Nelly表達可以幫忙支付積欠六個月(三萬歐元)的房租，並表達可以聘請她來幫他校稿寫書。Nelly受到了刺激便跟Jerôme離婚，並接受了Dolabella的邀請，不過Dolabella年長又極其無趣，很快的圖書館員Vincent Granec(尚雨果安格拉飾)也開始追求Nelly......

## 獎項
| 頒獎單位             | 獎項               | 獲獎者/提名者                     | 結果 |
| -------------------- | ------------------ | --------------------------------- | ---- |
| 第21屆凱薩電影獎     | 最佳影片           | 克勞特蘇堤                        | 提名 |
| 第21屆凱薩電影獎     | 最佳導演           | 克勞特蘇堤                        | 獲獎 |
| 第21屆凱薩電影獎     | 最佳男主角         | 米歇․塞侯                         | 獲獎 |
| 第21屆凱薩電影獎     | 最佳女主角         | 艾曼紐·琵雅                       | 提名 |
| 第21屆凱薩電影獎     | 最佳男配角         | 尚雨果安格拉                      | 提名 |
| 第21屆凱薩電影獎     | 最佳男配角         | 麥可·朗斯代爾                     | 提名 |
| 第21屆凱薩電影獎     | 最佳女配角         | Claire Nadeau                     | 提名 |
| 第21屆凱薩電影獎     | 最佳原著或改編劇本 | 克勞特蘇堤、Jacques Fieschi       | 提名 |
| 第21屆凱薩電影獎     | 最佳配樂           | 菲利普薩德                        | 提名 |
| 第21屆凱薩電影獎     | 最佳剪輯           | Jacqueline Thiédot                | 提名 |
| 第21屆凱薩電影獎     | 最佳音效           | Jean-Paul Loublier、Pierre Lenoir | 提名 |
| 第50屆英國電影學院獎 | 最佳非英語片       | 亞蘭沙德、克勞特蘇堤              | 提名 |

## 外部連結
- IMDB網路電影資料庫 （页面存档备份，存于）